# Taphrina cornu-cervae
Taphrina cornu-cervae är en svampart som beskrevs av Karl Giesenhagen 1892.
Taphrina cornu-cervae ingår i släktet Taphrina och familjen häxkvastsvampar. Inga underarter finns listade i Catalogue of Life.